# Календар інків
Календар інків  — сонячно-місячна календарна система, що діяла в імперії інків Тауантінсую. Вона була розроблена виходячи з релігійних уявлень та астрономічних знань інків. Також календарна система враховувала необхідність проведення релігійних ритуалів та враховувала соціально-економічний стан держави.

## Характеристика
Календар інків був насамперед орієнтований на Сонце. У жителів Тауантінсую рік тривав 365 днів (називався «уата»). Рік ділився на 12-ть 30-денних місяців («кілья»), після яких в календарі ще слідувало 5 (а у високосний рік — 6) заключних днів, які кечуанською називалися «алька конкіс», тобто «дні без роботи».
Поділ року на місяці в житті імперії відігравало велику роль. Інки, які любили у всьому порядок, ретельно встановлювали, які сільськогосподарські роботи і в якому місяці мали виконуватися. Їх календар був повністю підпорядкований селянської праці, вирощуванню найважливіших сільськогосподарських культур. Це відбивається і в назвах багатьох місяців. Для того щоб внести розмаїтість у монотонне життя населення імперії, Сапа Інки завбачливо впровадили, узаконили в кожному з 12 місяців року якесь свято. Саме тому в назвах багатьох місяців мається кечуанське слово «раймі», що означає «свято». також до кожної назви місяця додавалося слова кілья (місяць).
Місячний ритуальний календар складався з 328 днів, корегувався за допомогою сонячного календаря. Цей календар складався з місяців, що мали різну кількість днів: від 2 до 10; від 30 до 31; 41 або 42; 60 або 61; або 178 днів.

## Місяці-кілья
Перший місяць інкського календаря називався «Капак Раймі», що означає «велике свято». У період «великого свята» (зазвичай цей час посадки картоплі та кіноа) відбувалося посвячення юнаків у чоловіки, обряд, при якому юнаки отримували своє остаточне ім'я.
Другий місяць року — «Замай», тобто «місяць малого дозрівання». На нього припадали урочистості, під час яких за ритуалом вбивали лам, а потім приносили їх у жертву Сонцю-Інті. Кістки тварин, принесених в жертву Інті, змішували з різними священними зіллям, а потім кидали в річки імперії.
Третій місяць (відповідав лютому) в імперії, як правило, позначали як «Атун Пукуй» — «місяць великого дозрівання». У цьому місяці на честь Сонця урочисто приносили в жертву морських свинок.
Четвертий місяць (березень) називався «Пача Пукуй» — «місяць дозрівання квітів». Самою своєю назвою він нагадував про те, що саме в цей час гірські луки починають покриватися безліччю квітів. Цій події знову супроводжувала урочистість.
П'ятий місяць (квітень) називався «Айріуа» — «свято молодої кукурудзи».
Шостий (травень) — «Айморай» — «головна збирання врожаю».
Сьомий називався «Аукай Кускі» — «свято Сонця». На цей місяць доводилося сонцестояння, яке відзначалося як один з найбільших свят імперії — свято, присвячене Інті.
Восьмий місяць року називали «Чакра Конакі» — «час відпочинку».
Дев'ятий (серпень) називався «Чакра Япуй» — «час великого очищення».
Десятий місяць називався «Коя Раймі» — «свято володарки».
Одинадцятий мав назву «Ума Раймі» — «час води» або частіше «свято дощового неба».
Назва останнього місяця було «Аямарка Раймі», що у вільному перекладі означає «свято мертвих».